# 尖葉偏蒴蘚
尖葉偏蒴蘚（学名：Ectropothecium leptotapes）为灰蘚科偏蒴蘚屬下的一个种。

## 扩展阅读
- 維基物種上的相關：尖葉偏蒴蘚